# 尼可拉斯·馬卡瑞佐斯
尼可拉斯·馬卡瑞佐斯（希臘文：Νικόλαος Μακαρέζος，1919年—2009年8月3日），為希臘的一名上校。是1967年4月21日政變的參與者；同時也是後來成立的軍事政權中的首腦人物之ㄧ。
馬卡瑞佐斯出生於希臘一個名為Gravia的小鎮。他在第二次世界大戰後，認識了喬治·帕帕多普洛斯。隨後，他們兩人便與陸軍准將Stylianos Pattakos一起規劃了政變、推翻首相帕纳约蒂斯·卡内罗波罗斯所領導的民選政府，成立了名為「上校團」的軍政府。之後，他在這裡面負責經濟方面的事務。當軍政府在1974年垮台以後，馬卡瑞佐斯被以叛國罪起訴並處以死刑。後來減為終身監禁。
1990年以後，馬卡瑞佐斯重獲自由。他對當時的所做所為表示後悔。然而，他仍舊對那七年間的經濟發展成就感到相當滿意。